# Pete Dunne
Peter Thomas England (Birmingham, Inglaterra, 9 de noviembre de 1993), es un luchador profesional inglés, que actualmente trabaja para la WWE en la marca SmackDown, bajo el nombre de Pete Dunne.
Dentro de sus logros, está el haber sido una vez Campeón Mundial al ser Campeonato Mundial de Progress. También fue una vez Campeón del Reino Unido de la WWE, una vez el Campeonato Británico de Peso Crucero de la RPW y una vez el Campeonato en parejas de Progress junto a Trent Seven.

## Carrera en la lucha libre profesional

### Carrera temprana (2006-2011)
Dunne comenzó a entrenar en 2006 a la edad de 13 años, originalmente bajo la tutela de Steve "Psicosis" Edwards en Phoenix Wrestling en Coventry , a poca distancia de su ciudad natal de Birmingham . Dunne ha dicho que su formación temprana bajo Edwards era limitada, que le proporcionó sólo "lo básico".
Dunne debutó en el Festival de Holbrooks 2007 en Coventry, donde luchó con Mark Andrews. Posteriormente se entrenó durante un breve período bajo la dirección de Max Angelus y comenzó a trabajar en otros pequeños espectáculos locales, en gran parte en centros comunitarios alrededor de Birmingham, compitiendo bajo el nombre de Tiger Kid hasta enero de 2010, donde dejó de usar la máscara y entonces formó un equipo junto a su hermano del kayfabe, Damian Dunne. Dunne pasó la mayor parte de su carrera temprana trabajando para tantas promociones independientes pequeñas como fuera posible, así como regularmente practicando con Mark Andrews y otros amigos en un centro comunitario de Cardiff durante las vacaciones escolares.
Dunne comenzó a competir internacionalmente y con más regularidad en 2011, compitiendo en LDN Wrestling, viajando a Irlanda para las empresas Dublin Championship Wrestling, Gales para Celtic Wrestling y Welsh Wrestling y Escocia para PBW.

### Attack! Pro Wrestling (2011-2016)
Buscando más oportunidades, Pete Dunne y su amigo Jim Lee cofundaron Attack! Pro Wrestling en 2011, organizando un fin de semana de demostraciones en la ciudad nativa de Pete de Birmingham. Siendo el primero en agosto de ese mismo año, luchando Pete en un torneo de cuatro hombres llamado "Elder Stein Invitational", en el que avanzó a la final, antes de perder a Mark Andrews. La promoción se ampliará más adelante para funcionar los demostraciones sobre todo en Cardiff y Bristol, con Pete un ejecutante siempre presente, sobre todo como una cara, y a menudo asumiendo a su mejor amigo Mark. Pete más tarde se convertiría en uno de los talones primarios de la promoción. Finalmente, Mark Andrews sería contratado por TNA en enero de 2015. Sin embargo, Dunne continuó celebrando los shows de Attack! por 307 días consecutivos, haciéndolo al estilo 24/7, teniendo rivalidades y ganando el título máximo de la promoción. Dunne abandonó Attack! cuando perdió un combate de eliminación de 5 vs 5 contra un equipo capitaneado por el otro cofundador Jim Lee, con la estipulación de que el capitán del equipo perdedor tenía que abandonar Attack!.

### Michinoku Pro Wrestling (2013)
Dunne pasó tres meses viajando con la promoción japonesa Michinoku Pro Wrestling en 2013, uniéndose con Jason Larusso para derrotar a Bad Boy (Daichi Sasaki y Manjimaru) en su lucha de debut, pero perdiendo ante Brahman Brothers la noche siguiente. Dunne perdió sus dos siguientes combates en la gira, antes de derrotar a Ayumu Gunji en su primer combate normal en Japón. El último combate de Dunne en la gira tuvo lugar el 5 de mayo, cuando él y Larusso fueron derrotados por Yapper Man 1 y Yapper Man 2.

### Revolution Pro Wrestling (2014, 2016-2017)
Dunne hizo su debut para Revolution Pro Wrestling el 10 de mayo de 2014, y se unió a F.S.U (Mark Andrews y Eddie Dennis) para enfrentarse a The Revolutionists (Sha Samuels, Josh Bodom y Terry Frazier), perdiendo el combate. La siguiente lucha de Dunne fue en enero de 2016 en Live At The Cockpit 5, primero derrotando a El Ligero, y luego a Morgan Webster para ganar el Campeonato Peso Crucero de RPW. Dunne retuvo el campeonato hasta julio, defendiéndolo con éxito contra Webster, Sonjay Dutt, ACH, Mike Bailey y Matt Cross antes de perderlo ante Will Ospreay en Summer Sizzler. Dunne también compitió en las guerras mundiales Reino Unido, perdiendo a Yuji Nagata en la noche uno y Tomohiro Ishii en la noche dos. El 21 de enero de 2017, Dunne perdió a Yoshi-Hashi de NJPW.

### Progress Wrestling (2014, 2016-2018)

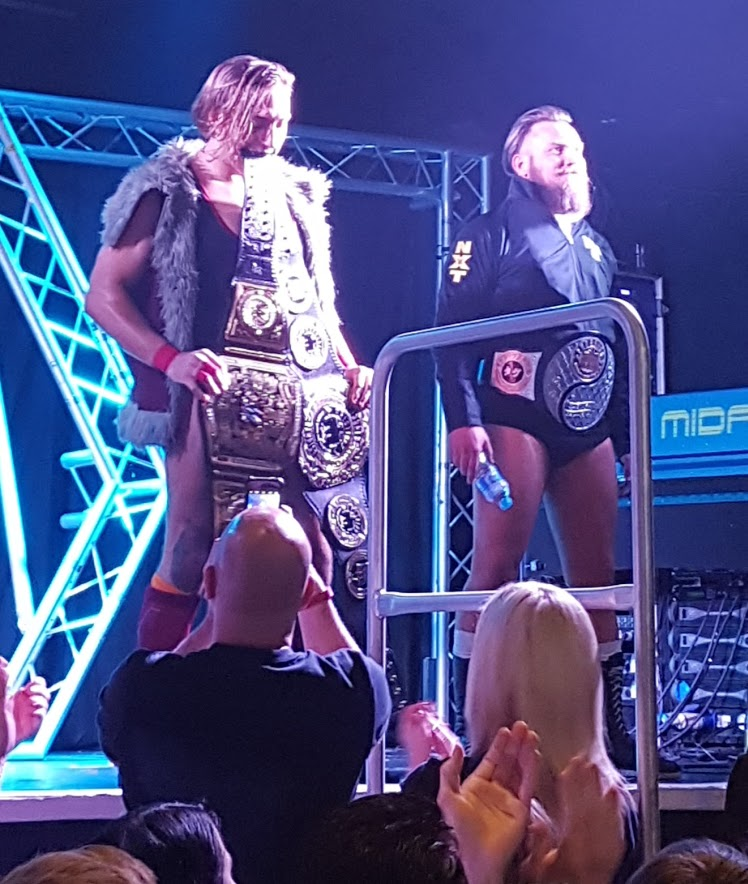
Dunne (izquierda) como Campeón del Reino Unido de WWE y Campeón de Progress Wrestling junto a su compañero de British Strong Style, Trent Seven.

Dunne debutó en Progress en el episodio 13 el 18 de mayo de 2014, derrotando a Robbie X. 4 meses después regresó a Progress, perdiendo ante Morgan Webster. Dunne estuvo ausente de la promoción durante 19 meses después de esto, volviendo en el episodio del 28 de abril de 2016, haciendo equipo con su antiguo compañero Damian Dunne para derrotar a Trent Seven y Tyler Bate. En el episodio 29, Dunne luchó en un combate clasificatiorio para ser parte del Torneo Clásico de Peso Crucero de WWE, perdiendo contra Jack Gallagher. En el capítulo 30, Dunne compitió en la primera ronda del Torneo Super Strong Style 16, pero fue eliminado en la primera ronda por el eventual subcampeón Mark Haskins. En el capítulo 33, Dunne se convirtió en compañero de equipo y hermano (kayfabe) de Damian Dunne nuevamente, aliándose con Trent Seven como British Strong Style. Dunne y Seven derrotaron a The London Riots (James Davis y Rob Lynch) en el episodio 36 para ganar los Campeonatos en Pareja de Progress. En el episodio 39, en virtud de retener sus campeonatos en una revancha contra los excampeones temprano en la noche, Dunne y Seven fueron inscritos en un combate de eliminación de 7 hombres por el Campeonato Mundial de Progress. Dunne cubrió a Jimmy Havoc para convertirse en el nuevo campeón, después de que Tyler Bate bajara al ring y atacara a Havoc, volviendo así a aliarse con Seven y Dunne. En el episodio 40, Dunne hizo su primera defensa exitosa del campeonato, derrotando a Zack Saber Jr.. El 16 de diciembre, la gerencia de Progress forzó a Dunne y Seven a abandonar los Campeonatos en Pareja de Progress después de que Dunne intentó darle su mitad de los títulos a Bate. En el episodio 41, British Strong Style volvieron a quedarse con el oro de la compañía, después de que Seven y Bate derrotaran al LDRS Of The New School (Marty Scurll y Zack Saber, Jr.) y The London Riots para ganar el nuevamente los Campeonatos en Pareja de Progress, mientras que Dunne derrotaba a Fabian Aichner para mantener el Campeonato Mundial de Progress.

### WWE

#### United Kingdom Championship Tournament/ NXT UK (2016-2018, 2020)

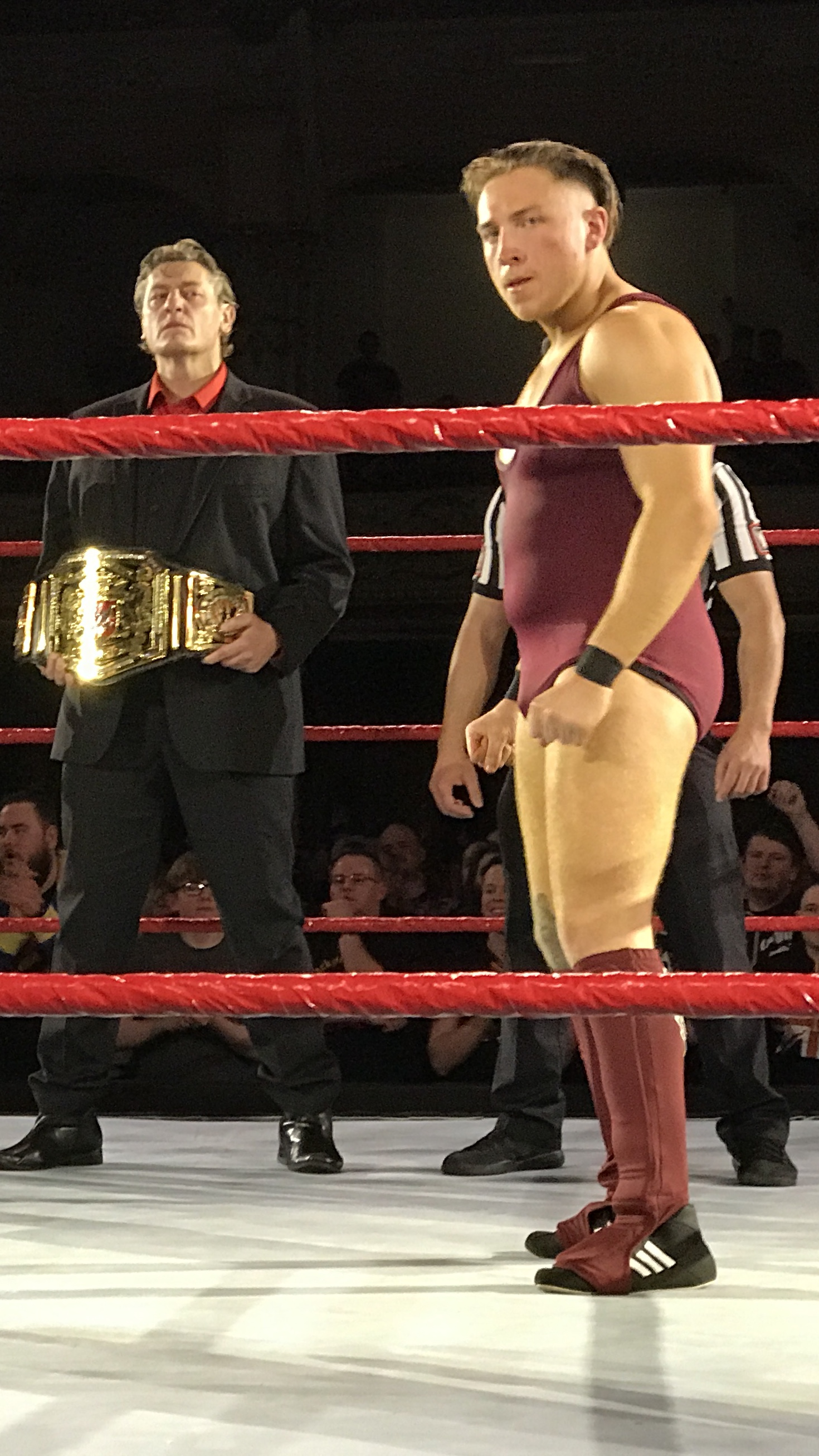
Dunne antes de la final del WWE United Kingdom Championship Tournament, con William Regal al fondo sosteniendo el título.

La primera aparición de Dunne para WWE fue el 24 de abril de 2016, siendo en una lucha clasificatoria para entrar en el Torneo Clásico de Peso Crucero de WWE, siendo en Progress y saliendo derrotado ante Jack Gallagher. No haciendo acto de presencia hasta el 15 de diciembre de 2016, donde fue nombrado como uno de los competidores del torneo por el recientemente creado Campeonato del Reino Unido de la WWE, siendo realizado en los días 14 y 15 de enero de 2017. Dunne derrotó a Roy Johnson en la primera ronda, avanzando a los cuartos de final y finalmente a las semifinales donde derrotó a Sam Gradwell y Mark Andrews respectivamente para avanzar a la final, donde perdió contra Tyler Bate. El 22 de febrero de 2017 debutó en NXT derrotando a Mark Andrews. En NXT TakeOver: Chicago derrotó a Tyler Bate consiguiendo ganar el Campeonato de Reino Unido de WWE, en una pelea que idolatró toda la arena y los fanes por redes sociales.
El 12 de enero de 2019 derrotó a Joe Coffey en el primer NXT UK TakeOver: Blackpool
El 17 de septiembre de 2020, Dunne regresó a NXT UK como productor.
En el NXT UK del 15 de octubre, junto a Ilja Dragunov derrotaron a Imperium (WALTER & Alexander Wolfe).
Después de que dejó de aparecer en NXT debido a la pandemia, Dunne permaneció inactivo de marzo a octubre de 2020; Mientras tanto, Riddle se mudó a la marca SmackDown, reanudando sus actividades como luchador individual. Dunne finalmente hizo su regreso a la marca NXT UK el 15 de octubre de 2020 en NXT UK, uniéndose a Ilja Dragunov para derrotar al Campeón de NXT UK Walter y Alexander Wolfe de Imperium.

#### Raw (2017)
El 6 de noviembre hizo su debut en Raw siendo introducido por Kurt Angle derrotando al Campeón Crucero de la WWE Enzo Amore, siendo una aparición especial.

#### NXT (2018, 2019-2022)
El siguiente año 2018, para el Dusty Rhodes Tag Team Classic, armó un equipo con Roderick Strong, así mismo llegando a la final, en una triple amenaza con The Authors of Pain y The Undisputed Era, incluyendo los Campeonatos en Parejas de NXT en juego, pero por la traición de Strong, no se hicieron con la victoria. Así comenzó un feudo con The Undisputed Era. En la edición de NXT del 2 de mayo, derrotó a Roderick Strong por descalificación a la interferencia de O'Reilly y Cole.
En el NXT TakeOver: WarGames III, derrotó a Damian Priest y a Killian Dain en una Triple Threat Match ganando una oportunidad al Campeonato de NXT de Adam Cole para el día siguiente en Survivor Series. Al día siguiente en Survivor Series, se enfrentó a Adam Cole por el Campeonato de NXT, sin embargo perdió
En el NXT TakeOver: Portland, junto a Matt Riddle derrotaron a The Undisputed Era(Bobby Fish & Kyle O'Reilly) ganando los Campeonatos en Parejas de NXT, en el NXT del 11 de marzo, junto a Matt Riddle derrotaron a The Undisputed Era(Bobby Fish & Kyle O'Reilly) reteniendo los Campeonatos en Parejas de NXT. Debido a la Pandemia por el COVID-19 no pudo viajar a Estados Unidos y defender los Campeonatos en Parejas de NXT junto a Matt Riddle, por lo que fue sustituido por Timothy Thatcher en el NXT del 15 de abril, sin embargo su reinado terminó en el NXT de 13 de mayo, cuando Matt Riddle & Timothy Thatcher perdieron los Campeonatos en Parejas de NXT ante Imperium(Marcel Barthel & Fabian Aichner), terminando con un reinado de 88 días,
El 28 de octubre en NXT: Halloween Havoc, Dunne regresó a NXT y dio media vuelta al atacar a Kyle O'Reilly Cambiando a Heel al aliarse con Pat McAfee, Danny Burch y Oney Lorcan.
En la edición de NXT del 2 de diciembre de 2020 Derrotó a O'Reilly en un Ladder Match para determinar que miembro de los equipos rivales entraria en primer lugar en Wargames.
en Wargames su equipo fue derrotado. En la edición de NXT del 16 de diciembre apareció para confrontar al campeón Finn Bálor más tarde se confirmaría que Dunne enfrentaría a O'Reilly la próxima semana para determinar al retador Número 1 al título de Bálor. Lucha la cual no logró ganar.
El 27 de julio de 2021 participa del programa NXT donde hace equipo con Oney Lorcan para derrotar a Tommaso Ciampa y a Timothy Thatcher en una lucha por equipos, gracias a la intervención de Ridge Holland.

#### SmackDown (2022-presente)
El 11 de marzo en SmackDown, Sheamus y Ridge Holland eran entrevistados por Megan Morant, previo a su lucha contra The New Day (Big E y Kofi Kingston). Fue donde ambos presentaron a su nuevo compañero, quien sería el propio Dunne (ahora conocido como Butch) y posteriormente el tridente sería nombrado como The Brawling Brutes. En el episodio del 8 de abril, Butch compitió en su primer combate en el roster principal, donde fue derrotado por Xavier Woods. A inicios de agosto, The Brawling Brutes comenzó una rivalidad con Imperium (Gunther, Ludwig Kaiser & Giovanni Vinci), con él y Holland enfrentados con Kaiser y Vinci mientras Sheamus rivalizaba con Gunther en torno al Campeonato Intercontinental de este último. En el evento Clash at the Castle, realizado en Cardiff, Galés, Butch y Holland respaldaron a Sheamus en su lucha titular contra Gunther que sería aclamado por la crítica; aunque Sheamus no tuvo éxito, recibió una ovación de pie de la multitud de Cardiff, lo que efectivamente hizo que The Brawling Brutes cambiaran a face en el proceso. En el episodio del 16 de septiembre de SmackDown, Butch & Holland ganaron una Fatal 4 Way match para convertirse en los contendientes #1 por el Campeonato Indiscutible en Parejas de la WWE. La semana siguiente, se enfrentaron a los campeones The Usos por los títulos en un esfuerzo por perder después de la interferencia de Imperium. En el SmackDown WrestleMania Edition, participó en el André the Giant Memorial Battle Royal, sin embargo fue eliminado por Bronson Reed.
En el episodio del 9 de junio de SmackDown, Butch derrotó a Baron Corbin para calificar para el combate de escalera masculino de Money in the Bank. Sin embargo, en el evento homónimo, no logró ganar el combate ya que Damian Priest fue quien se llevó el maletín.

## Vida privada
Dunne ha confirmado que es vegano, por lo que no consume alimentos como carne, huevos, lácteos, entre otros.
Dunne (junto con Mark Andrews y Eddie Dennis) es un cofundador de "Defender Indy Wrestling", una línea de ropa diseñada específicamente para los aficionados a la lucha libre independiente. Inspirado por el mensaje "DEFENDER Pop Punk" propagada por banda estadounidense Hombre al agua , Dunne, Andrews y Dennis crearon la marca en 2011, la producción de camisetas, sudaderas y otros accesorios.

## Campeonatos y logros
- 4 Front Wrestling

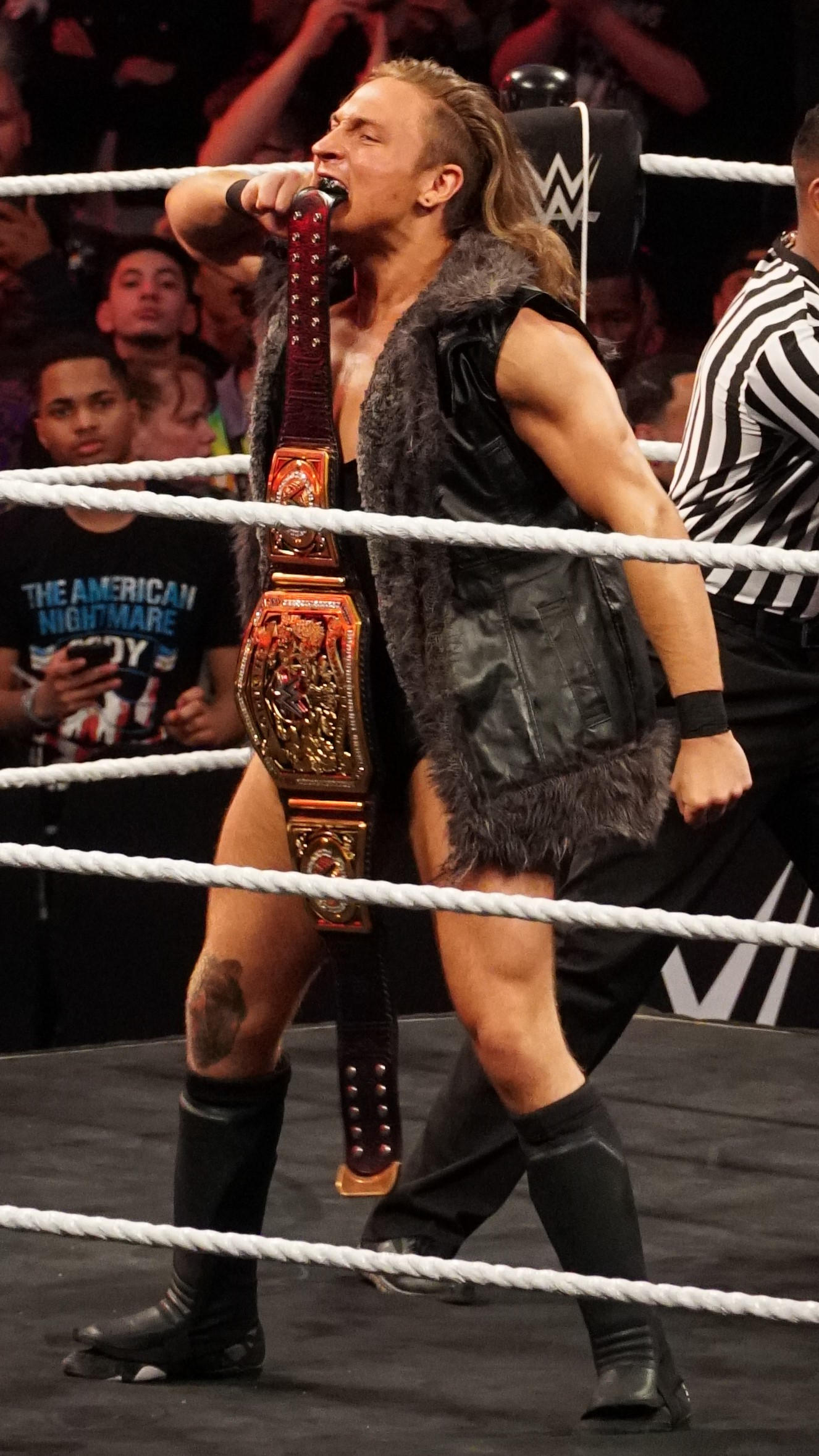
Dunne como Campeón de Reino Unido de la WWE.

  - 4FW Junior Heavyweight Championship (1 vez)
- Alternative Wrestling World
  - AWW British Tag Team Championship (1 vez) – with Damian Dunne

- Attack! Pro Wrestling
  - Attack! 24/7 Championship (5 veces)
  - Elder Stein Invitational (2012)

- Fight Club:Pro
  - Fight Club:Pro Championship (1 vez, actual)
  - Infinity Trophy (2015)

- Kamikaze Pro
  - Relentless Division Championship (1 vez)

- Over The Top Wrestling
  - OTT No Limits Championship (2 veces)

- Pro Wrestling Kingdom
  - Pro Wrestling Kingdom Championship (1 vez)

- Progress Wrestling
  - Progress World Championship (1 vez)
  - Progress Tag Team Championship (1 vez) – con Trent Seven

- Revolution Pro Wrestling
  - RPW British Cruiserweight Championship (1 vez)
  - RevPro British Cruiserweight Title Tournament

- Southside Wrestling Entertainment
  - Young Tigers Cup (2015)

- VII Pro Wrestling
  - VII Pro Championship (1 vez)
  - VII Trifecta Trophy Tournament

- Westside Xtreme Wrestling
  - wXw Shotgun Championship (1 vez)

- World Wrestling Entertainment/WWE
  - WWE United Kingdom Championship (1 vez)
  - NXT Tag Team Championship (1 vez) - con Matt Riddle
  - Dusty Rhodes Tag Team Classic (Quinto ganador) - con Matt Riddle
  - NXT Year–End Award for Match of the Year (2017) – vs. Tyler Bate for the WWE United Kingdom Championship at NXT TakeOver: Chicago

- Pro Wrestling Illustrated
  - Situado en el Nº396 en los PWI 500 de 2016[25]
  - Situado en el Nº29 en los PWI 500 de 2017[26]
  - Situado en el Nº33 en los PWI 500 de 2018[27]
  - Situado en el Nº54 en los PWI 500 de 2019[28]
  - Situado en el Nº81 en los PWI 500 de 2020[29]
  - Situado en el Nº100 en los PWI 500 de 2021[30]
  - Situado en el Nº288 en los PWI 500 de 2022[31]

## Luchas de apuestas
| Ganador (apuesta | Perdedor (apuesta)  | Ubicación        | Evento         | Fecha         | Notas |
| ---------------- | ------------------- | ---------------- | -------------- | ------------- | ----- |
| Helix (pelo)     | Tiger Kid (máscara) | Kent, Inglaterra | Lucha Riot Act | Enero de 2010 |       |